# 후지타 다이라
후지타 다이라(일본어: 藤田 平, 1947년 10월 19일 ~ )는 일본의 전 프로 야구 선수이자 야구 감독, 야구 해설가·평론가이다.
한신 타이거스의 토박이 타자로 명구회에 들어간 유일한 선수로 알려져 있고 현역 은퇴 후에는 야구 해설가를 거쳐 1995년 시즌 도중부터 1996년에 한신의 감독을 맡았다.

## 인물

### 선수 시절
와카야마 시립 와카야마 상업고등학교(현재의 와카야마 시립 와카야마 고등학교)를 졸업하고 1965년 프로 야구 드래프트 2순위로 한신 타이거스에 입단했다. 1년차인 1966년부터 1군에서 뛰었고 2년차인 1967년에는 요시다 요시오(그 후 감독)를 2루로 몰아내 유격수의 자리를 차지하는 등 1970년대를 대표하는 간판 유격수로서 활약했다.
주로 1번 타자와 3번 타자로 뛰면서 ‘빈타·한신’이라고 말해진 한신 타선을 중심 타자로 활약했다. 중거리 타자이지만 다부치 고이치 등의 장거리 타자들이 성적 부진으로 결장한 1971년에는 28개의 홈런을 때려냈다. 흐르는 것 같은 아름다운 폼으로 교묘한 타격을 내세웠지만 찬스에서 첫 번째 공이 내야 플라이가 나오는 경우가 많거나 첫 번째 타석에서 안타가 나오면 맹타상이라고 하는 징크스를 갖는 경우도 있었다. 1970년대에는 에나쓰 유타카, 이케다 준이치, 다니무라 도모히로 등과 함께 ‘젊은 범사천왕’(若虎四天王)이라고 불렸다.
1978년, 208타석 연속 무삼진이라는 당시의 일본 기록을 수립했고(1997년에 오릭스 블루웨이브의 이치로가 216타석에서 경신) 이듬해 1979년에는 1루수로 전향했다. 같은 해 4월 17일 야쿠르트 스왈로스전(메이지 진구 야구장)에서의 1루에 수비할 당시 왼쪽 허벅지의 근육 파열을 일으키는 부상을 당했는데 경과가 좋지 않아 당시 감독이있던 돈 블레이저는 “일본의 의사는 무엇을 하고 있는가? 미국이라면 간단하게 낫는다!”라고 격노했다. 같은 해 7월에는 미국으로 건너가 로스앤젤레스에 소재하고 있는 외과 수술 전문 치료소에서 근육 강화를 목적으로 하는 재활훈련에 전념하는 등 부상에 의한 시즌을 암울하게 보냈다.
이후 다리에 불안을 안으면서도 1980년에 복귀, 다음 해인 1981년에는 타율 3할 5푼 8리를 기록하여 수위타자 타이틀을 차지함과 동시에 컴백상을 수상했다. 그리고 1980년부터 타격 코치를 겸임했다.
이듬해 1982년 8월 31일 요코하마 다이요 웨일스전(요코하마 스타디움)에서 3루 선상에 3루수 플라이로 아웃되었다. 이것을 이시바시 미쓰구가 포구를 하려다 공을 떨어뜨려서 와시야 와타루 당시 3루심이 파울로 판정을 내리면서 와시야 심판이 수비 주루 코치였던 시마노 이쿠오와 시바타 다케시 배터리 코치에게 폭행을 당하는 계기가 되었다(요코하마 스타디움 심판 집단 폭행 사건을 참조).
1983년에는 개인 통산 2000안타를 달성했는데 한신의 토박이 타자로서는 처음으로 명구회에 가입하게 되었다. 팀의 신기록이 되는 2010경기에 출전하면서 이듬해 1984년에는 현역에서 은퇴했다. 현역 시절에는 과묵하고 점잖은 성격을 가질 정도로 도이 고로, 후지이 에이지와 함께 ‘한신의 세 기인’이라고 불렸다. 한신에서 활약할 당시에 빈발했던 구단이나 코칭 스태프와 선수의 내분에도 도이와 함께 거의 관여하지 않고 있었다. 한신이 리그 우승(1964년)한 2년 뒤에 입단하여 19년간 한신의 주력 선수로서 활약했지만 현역 선수로서는 끝내 팀의 우승을 경험할 수 없었다. 통산 2000안타를 달성한 선수 가운데에서도 리그 우승 경험이 없던 선수는 후지타와 도이 마사히로 뿐이다.

### 은퇴 후
1985년부터 1994년까지 아사히 방송의 야구 해설위원으로 활동하면서 1985년 4월 17일 요미우리 자이언츠전에 랜디 바스, 가케후 마사유키, 오카다 아키노부 등의 일명 ‘백 스크린 3연발’을 기록할 당시에는 TV 해설자로 나와 중계했고, 한신이 21년 만에 리그 우승을 하는 장면에도 라디오에 출연하여 해설을 맡았다. 감독인 나카무라 가쓰히로의 요청으로 1995년에는 한신 타이거스의 2군 감독을 역임했고 나카무라 감독의 시즌 도중 휴양 생활에 의해 1995년 올스타전 이후에는 대리 감독을 맡았고 이듬해인 1996년에는 감독으로 승격되었다. 타협을 허락하지 않는 자세와 지도력으로 한신의 재건에 본격적으로 착수했지만, 하세가와 헤이조를 모방한 ‘오니헤이 감독’(鬼平監督)이라고 불릴 정도의 열혈 지도가 주력 선수(특히 1995년 오프에는 신조 쓰요시가 트레이드 지원 발언을 하고 있다)나 프런트의 반감을 샀다. 그러나 정식 감독이 된 1996년 시즌에도 주전 선수들의 성적 부진과 팀 성적이 신통치 않을 정도의 악재가 겹치면서 침체에 빠졌다.
1996년 9월 12일에 후지타는 급거 구단 사무소에 불려가 미요시 가즈히코 구단 사장으로부터 감독 해임 통보를 받았다. 그러나 후지타는 이에 불복하여 구마 슌지로 구단주와의 면담을 요구했지만 응할 수는 없었고 대화는 저녁 5시부터 계속되었고 다음 날인 13일 새벽 2시 반이 되어서도 해결되지 못했다. 13일 오후 2시부터 대화가 재개되었지만 30분 만에 종료되어 감독 해임을 간신히 수락했다. 프런트는 후지타가 곧바로 해임을 승낙하는 것으로서 저녁에 ‘사임에 관한 기자 회견’을 실시하겠다는 내용을 보도진에게 통보하고 있었지만, 면담이 예상보다 길어졌기 때문에 “오늘(12일) 중의 회견을 할 수 없게 되었다”라는 이례적인 발표를 했다.
사실을 왜곡해서 전해지는 경우도 많아 연습에 지각한 신조 쓰요시를 정좌시켰다고 한 보도도 사실은 당시 태연하게 지각하는 선수가 너무 많았기 때문에 “선수끼리 무엇인가 규정을 만들어라”라고 제안했는데 선수로부터 “지각한 시간만 정좌한다”라고 말해 오면서 신조는 그것을 실행한 것 뿐이었다. 기숙사의 식사 개선이나 벤치에 과일을 두거나 히야마 신지로를 처음으로 4번 타자로 발탁하는 등 후의 팀의 기초를 만든 인물이라는 평가도 있었다.
한신 감독에서 사임한 이후에서는 선 TV의 해설 위원과 데일리 스포츠의 해설 위원을 맡았고 무라타 조지가 설립한 야구 교실에 참가하기도 했다. 또 무라타와 함께 일본 전국의 청소년들과 상대로 야구 교실을 지도하는 등 전국을 돌아다니고 있었다.
2008년에는 베이스볼 챌린지 리그 팀인 후쿠이 미라클 엘리펀츠의 감독으로 발탁되었지만 전기와 후기 리그에서 모두 호쿠리쿠 지구 팀(3개 팀)중의 최하위로 끝나 시즌 종료 후인 9월 30일에 감독직에서 물러났다. 감독 재임 중 급여의 일부가 지급되지 않았다고 주장하면서 2010년 8월 19일에 고베 지방 재판소 아마가사키 지부에 제소하기도 했다.
이듬해 2009년, 간사이 독립 리그 팀인 기슈 레인저스의 감독으로 취임했지만 2009년 시즌을 끝으로 퇴임했다.

## 상세 정보

### 출신 학교
- 와카야마 시립 와카야마 상업고등학교(현재의 와카야마 시립 와카야마 고등학교)

### 선수 경력
- 한신 타이거스(1966년 ~ 1984년)

### 지도자·기타 경력
- 아사히 방송 야구 해설위원(1985년 ~ 1994년)
- 한신 타이거스 2군 감독(1995년)
- 한신 타이거스 감독(1995년 7월 24일 ~ 1996년 9월 11일)
- 선 TV, 데일리 스포츠 야구 해설위원(1997년 ~ 2007년)
- 베이스볼 챌린지 리그 후쿠이 미라클 엘리펀츠 감독(2008년)
- 간사이 독립 리그 기슈 레인저스 감독(2009년)

### 수상·타이틀 경력

#### 타이틀
- 수위 타자 : 1회(1981년)
- 최다 안타(당시는 타이틀이 아님) : 1회(1967년) ※1994년부터 타이틀로 제정됨.

#### 수상
- 베스트 나인 : 7회(1967년, 1969년 ~ 1971년, 1973년, 1974년, 1981년)
- 다이아몬드 글러브상 : 3회(1973년, 1975년, 1981년)
- 컴백상 : 1회(1981년)

### 개인 기록
- 올스타전 출장 : 8회(1967년, 1969년, 1971년, 1973년 ~ 1976년, 1981년)
- 208타석 연속 무삼진(1978년 4월 30일 ~ 7월 5일)
- 통산 1000경기 출장 : 1974년 5월 30일(171번째)

### 등번호
- 6(1966년 ~ 1984년)
- 80(1995년 ~ 1996년)
- 66(2008년 ~ 2009년)

### 연도별 타격 성적
| 연 도       | 소 속       | 경 기 | 타 석 | 타 수 | 득 점 | 안 타 | 2 루 타 | 3 루 타 | 홈 런 | 루 타 | 타 점 | 도 루 | 도 루 자 | 희 생 번 | 희 생 플 | 볼 넷 | 고 4 | 사 구 | 삼 진 | 병 살 타 | 타 율 | 출 루 율 | 장 타 율 | O P S |
| ----------- | ----------- | ----- | ----- | ----- | ----- | ----- | ------- | ------- | ----- | ----- | ----- | ----- | -------- | -------- | -------- | ----- | ---- | ----- | ----- | -------- | ----- | -------- | -------- | ----- |
| 1966년      | 한신        | 68    | 166   | 153   | 9     | 36    | 7       | 2       | 1     | 50    | 13    | 1     | 3        | 4        | 0        | 9     | 0    | 0     | 28    | 0        | .235  | .278     | .327     | .605  |
| 1967년      | 한신        | 131   | 561   | 530   | 67    | 154   | 30      | 10      | 16    | 252   | 44    | 7     | 6        | 1        | 2        | 24    | 1    | 4     | 65    | 7        | .291  | .325     | .475     | .800  |
| 1968년      | 한신        | 129   | 560   | 516   | 66    | 124   | 30      | 4       | 11    | 195   | 32    | 7     | 7        | 6        | 3        | 28    | 1    | 7     | 61    | 8        | .240  | .287     | .378     | .665  |
| 1969년      | 한신        | 130   | 556   | 526   | 62    | 154   | 25      | 3       | 19    | 242   | 54    | 12    | 7        | 0        | 2        | 27    | 2    | 1     | 57    | 0        | .293  | .327     | .460     | .787  |
| 1970년      | 한신        | 121   | 486   | 443   | 48    | 122   | 26      | 3       | 9     | 181   | 51    | 5     | 5        | 2        | 7        | 33    | 0    | 1     | 53    | 6        | .275  | .322     | .409     | .731  |
| 1971년      | 한신        | 122   | 509   | 460   | 64    | 125   | 11      | 4       | 28    | 228   | 61    | 12    | 4        | 0        | 3        | 43    | 7    | 3     | 71    | 3        | .272  | .336     | .496     | .832  |
| 1972년      | 한신        | 130   | 580   | 522   | 64    | 144   | 27      | 4       | 18    | 233   | 64    | 4     | 11       | 1        | 0        | 54    | 7    | 3     | 67    | 11       | .276  | .347     | .446     | .794  |
| 1973년      | 한신        | 130   | 569   | 519   | 73    | 146   | 27      | 2       | 17    | 228   | 59    | 8     | 2        | 10       | 2        | 36    | 5    | 2     | 53    | 6        | .281  | .329     | .439     | .768  |
| 1974년      | 한신        | 100   | 417   | 374   | 51    | 113   | 21      | 2       | 16    | 186   | 47    | 6     | 2        | 1        | 4        | 30    | 3    | 8     | 20    | 5        | .302  | .363     | .497     | .860  |
| 1975년      | 한신        | 102   | 429   | 386   | 42    | 112   | 18      | 3       | 9     | 163   | 56    | 1     | 2        | 3        | 9        | 29    | 0    | 2     | 23    | 6        | .290  | .336     | .422     | .758  |
| 1976년      | 한신        | 103   | 433   | 395   | 56    | 110   | 18      | 4       | 12    | 172   | 39    | 5     | 4        | 1        | 5        | 30    | 2    | 2     | 23    | 5        | .278  | .329     | .435     | .764  |
| 1977년      | 한신        | 119   | 514   | 473   | 62    | 142   | 23      | 3       | 11    | 204   | 43    | 6     | 6        | 4        | 0        | 35    | 2    | 2     | 35    | 5        | .300  | .351     | .431     | .782  |
| 1978년      | 한신        | 130   | 575   | 522   | 77    | 157   | 26      | 4       | 13    | 230   | 58    | 4     | 3        | 9        | 2        | 37    | 2    | 5     | 18    | 7        | .301  | .352     | .441     | .792  |
| 1979년      | 한신        | 18    | 43    | 40    | 1     | 11    | 0       | 0       | 0     | 11    | 3     | 3     | 0        | 0        | 1        | 2     | 0    | 0     | 5     | 0        | .275  | .302     | .275     | .577  |
| 1980년      | 한신        | 103   | 313   | 280   | 22    | 85    | 11      | 0       | 6     | 114   | 38    | 0     | 3        | 0        | 5        | 24    | 3    | 4     | 22    | 3        | .304  | .361     | .407     | .768  |
| 1981년      | 한신        | 107   | 403   | 369   | 41    | 132   | 24      | 0       | 11    | 189   | 70    | 2     | 2        | 0        | 2        | 32    | 5    | 0     | 21    | 6        | .358  | .407     | .512     | .919  |
| 1982년      | 한신        | 116   | 439   | 403   | 30    | 117   | 18      | 2       | 7     | 160   | 40    | 1     | 0        | 1        | 2        | 32    | 6    | 1     | 29    | 10       | .290  | .342     | .397     | .739  |
| 1983년      | 한신        | 90    | 283   | 265   | 15    | 73    | 12      | 0       | 2     | 91    | 24    | 1     | 1        | 0        | 1        | 17    | 2    | 0     | 24    | 5        | .275  | .318     | .343     | .661  |
| 1984년      | 한신        | 61    | 46    | 41    | 4     | 7     | 1       | 0       | 1     | 11    | 6     | 0     | 0        | 1        | 0        | 4     | 1    | 0     | 4     | 1        | .171  | .244     | .268     | .513  |
| 통산 : 19년 | 통산 : 19년 | 2010  | 7882  | 7217  | 854   | 2064  | 355     | 50      | 207   | 3140  | 802   | 85    | 68       | 44       | 50       | 526   | 49   | 45    | 679   | 94       | .286  | .336     | .435     | .771  |

- 굵은 글씨는 시즌 최고 성적.

### 감독으로서의 팀 성적
| 연도   | 소속 | 순위 | 경기 | 승리 | 패전 | 무승부 | 승률 | 승차 | 팀 홈런 | 팀 타율 | 팀 평균자책점 | 연령 |
| ------ | ---- | ---- | ---- | ---- | ---- | ------ | ---- | ---- | ------- | ------- | ------------- | ---- |
| 1996년 | 한신 | 6위  | 130  | 54   | 76   | 0      | .415 | 23.0 | 89      | .245    | 4.12          | 49세 |

1. 1996년은 130경기제.
2. 1996년은 시즌 도중부터 휴양, 이후의 감독 대행은 시바타 다케시가 맡았음.

- NPB 감독 통산 성적 : 170경기 65승 0무 105패(승률 .382) B클래스 1회[1]